# Al-Qahir
Al-Qahir, död 950, var abbasidernas 19:e kalif. Han var regerade kalif i Abbasidkalifatet 929 samt mellan 932 och 934. 